# Moerasgierzwaluw
De moerasgierzwaluw (Rhaphidura sabini) is een vogel uit de familie Apodidae (gierzwaluwen).

## Verspreiding en leefgebied
Deze soort komt voor van Sierra Leone tot westelijk Oeganda en westelijk Kenia.